# فرودگاه بین‌المللی لامبرت-ست لوی
فرودگاه بین‌المللی لامبرت-ست لوی (به انگلیسی: Lambert-St. Louis International Airport) یک فرودگاه همگانی بهره‌برداری هوایی با کد یاتا STL است که یک باند فرود بتن دارد و طول باند آن ۳۳۵۹ متر است. این فرودگاه در کشور ایالات متحده آمریکا قرار دارد و در ارتفاع ۱۸۴٫۴ متری از سطح دریا واقع شده است.